# Famille von der Planitz
La famille von der Planitz est une ancienne famille noble du Vogtland avec une maison ancestrale du même nom sur le Planitzbach (de) dans le quartier de Planitz à Zwickau. Un certain Ludewicus de Plaunizc est mentionné pour la première fois dans un document du 8 décembre 1192 à Mersebourg. C'est également ici que commence la ligne directe de descendance.

## Histoire
La ville de Planitz avec son château construit vers 1150, est aux XIIe et XIIIe siècles la propriété des baillis de Weida (de), qui en font don aux seigneurs de Planitz. À partir de 1406, ils deviennent vassaux du margrave de Misnie. En janvier 1430, les Hussites ravagent le village et brûlent non seulement le château mais aussi plusieurs fermes et maisons. La famille von der Planitz fait alors reconstruire le château. En 1572, Christoph von der Planitz doit vendre la propriété ancestrale à Georg von Schönburg de Glauchau et Waldenbourg (de) pour 40 000 florins.
En 1412, les seigneurs de Planitz reçoivent la seigneurie de Wiesenburg (de), ce qui la rattache au bureau de Zwickau (de). En 1591, le conseil de la ville de Zwickau acquiert la seigneurie de Wiesenburg.
Le titre d'Edler est attribué à la famille le 19 novembre 1522 lors de la 2e Diète d'Empire de Nuremberg. Le 5 mai 1523, l'empereur Charles Quint délivré le 5 mai 1523 des lettres de noblesse à Hans von der Planitz, seigneur du manoir d'Auerbach dans le Vogtland, conseiller électoral saxon et assesseur de la Cour impériale de Spire. De 1525 à 1853, le manoir de Sorga près d'Auerbach est la propriété de la famille. Le manoir de Gablenz près de Crimmitschau appartient à la famille von der Planitz entre 1724 et 1764.

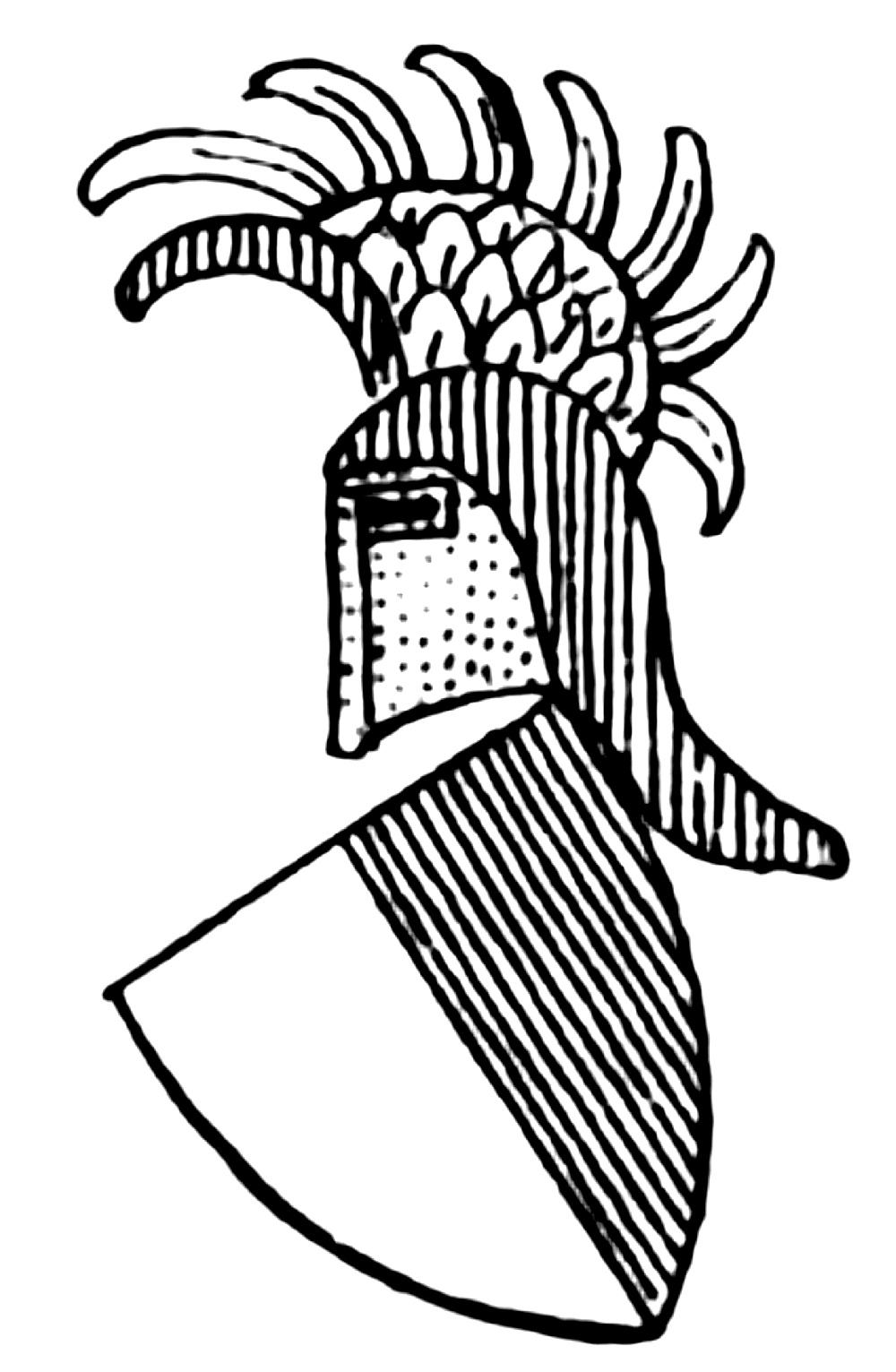
Variante des armoiries de von der Planitz dans le livre des armoiries d'Alberti

## Blason
Les armoiries sont divisées en argent et rouge. Sur le casque à coques rouges et argentées un vol ouvert, rouge à droite, argenté à gauche.

## Personnalités
- Rudolf von der Planitz (de), évêque de Meissen (de) (1411-1427)
- Hans von der Planitz (de) (1473-1535), conseiller impérial et de l'électorat de Saxe, juriste, fonctionnaire, diplomate ; ancêtre de tous les porteurs actuels de ce nom.
- Balthasar Friedrich von der Planitz (de) (1510-1563), officier
- Heinrich Ernst von der Planitz (de) (1723-1793), major général prussien.
- Heinrich August von der Planitz (de) (mort en 1739), chanoine de Naumbourg, chambellan et officier saxo-polonais.
- Karl Adolf Maximilian von der Planitz (de) (1793-1858), major général saxon.
- Gustav Adolf von der Planitz (de) (1802-1869), conseiller de la cour et de la justice de Saxe, conseiller privé et ministre de Saxe-Altenbourg.
- Carl Robert von der Planitz (de) (1806-1847), enseignant, dessinateur, généalogiste et héraldiste germano-brésilien.
- Bernhard von der Planitz (1818-1907), prévôt de la cathédrale de Bautzen, chapitre de la cathédrale de Meissen
- Bernhard von der Planitz (de) (1828-1907), député au parlement de l'État de Saxe (de) 1866-1900
- Max von der Planitz (1834-1910), général d'artillerie prussien, chevalier de l'Ordre de l'Aigle noir.
- Ernst von der Planitz (1836-1910), colonel général prussien, chevalier de l'ordre de l'Aigle noir.
- Paul von der Planitz (de) (1837-1902), général d'infanterie saxon.
- Otto von der Planitz (1839-1919), président de la Chambre supérieure des comptes de Saxe
- Adolf von der Planitz (1840-1918), major général prussien
- Adolf von der Planitz (de) (1845-1906), major général saxon, chevalier de l'ordre militaire de Saint-Heinrich.
- Ernst von der Planitz (de) (1857-1935), écrivain germano-américain.
- Horst Edler von der Planitz (1859-1941), général d'infanterie saxon.
- Arwed von der Planitz (de) (1875-1943), maître de cavalerie de réserve et conseiller d'État saxon.
- Clotilde von Derp (nom d'artiste), née Clotilde von der Planitz (1892-1974), danseuse allemande de renommée internationale.
- Karl Ferdinand von der Planitz (1893-1945), juriste administratif prussien et président du district de Stettin.
- Hans-Werner von der Planitz (1902-1979), entraîneur du Reich pour les marathoniens allemands dans les années 1930, organisateur du relais de la flamme olympique 1972
- Bernhard von der Planitz (de) (né en 1941), diplomate allemand